# Johann Heinrich Staub

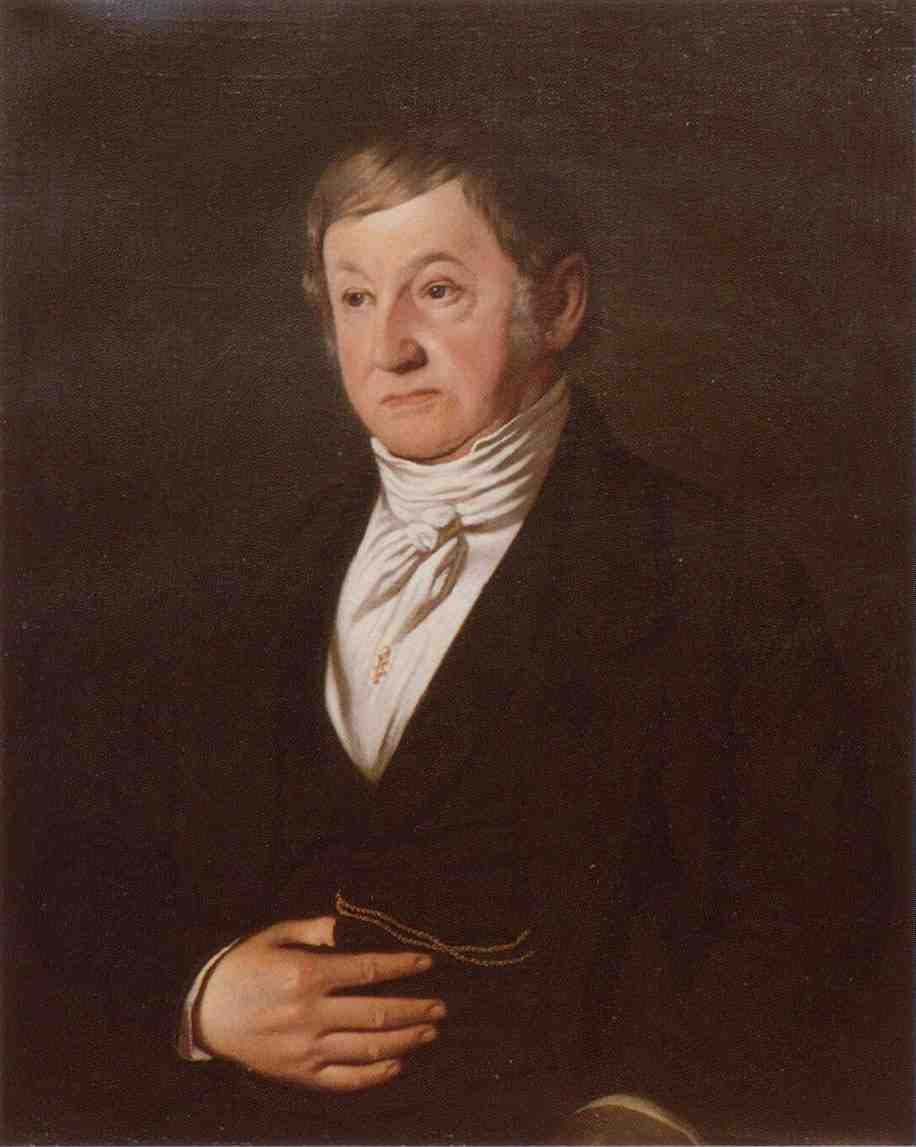
Johann Heinrich Staub, Ölporträt

Johann Heinrich Staub (* 1781 in Hombrechtikon; † 1854 in Altenstadt bei Geislingen an der Steige) war ein Schweizer Textilindustrieller in Württemberg.
Er gründete 1852 in Altenstadt eine der ersten württembergischen Baumwollspinnereien, die nach seinem Tod 1854 durch seine Söhne fortgeführt wurde. 1857 gründete Staubs Sohn Arnold Staub in Kuchen eine Spinnerei und Weberei, die 1881 in die Aktiengesellschaft „Süddeutsche Baumwolle-Industrie“ (SBI) überging.

## Leben
Johann Heinrich Staub wurde 1781 in Hombrechtikon am Zürichsee in der Schweiz geboren. Sein Vater Rudolf Staub aus Herrliberg war Landwirt und gehörte als Kirchenpfleger der reformierten Gemeinde der lokalen Oberschicht an. Rudolf Staubs Bruder Hans Heinrich Staub betrieb im nahen Männedorf die Tuchfabrik „Heinrich Staub & Söhne, Baumwollfabrikation und Handel“.

### Schweiz
1809 ließ sich Johann Heinrich Staub in St. Gallen nieder. Sechs Jahre später 1815 heiratete er Anna Magdalene Steinmann, die Tochter eines vermögenden Metzgers und Fellhändlers in St. Gallen. Seit 1816 betrieb Staub eine Kommissionshandlung, in die 1817 Johann Heinrich Honegger aus Stäfa eintrat.
1823 gründeten Staub und Honegger im Sorntal bei Hauptwil eine Baumwollspinnerei. Der Betrieb entwickelte sich gut, 1831 kam Hans Rudolf Wälti aus Richterswil als Teilhaber hinzu. 1838 erwarben Honegger und Wälti Staubs Anteil und führten den Betrieb allein weiter.
Ab 1835 war Staub einer von mehreren Teilhabern der Firma Wild, Solivo & Comp. in Baden im Kanton Aargau. Die Firma errichtete in Baden eine Spinnerei und eine Weberei. 1846/1847 betrieb die Firma 31.000 Spindeln und 180 Webstühle. Nach 1848 wirkte Staubs Sohn Arnold Staub als Direktor der Firma Wild, Solivo & Comp., anschließend war er Direktor der Baumwollspinnerei und Weberei in Arlen bei Rielasingen und dann Direktor der Firma Ziegler & Cie. in Winterthur.

### Altenstadt
1852 schied Johann Heinrich Staub aus der Firma Wild, Solivo & Comp. aus. Nach dem Vorbild vieler anderer Schweizer Unternehmer wollte der schon 70-Jährige zur Umgehung der Zollschranken des Deutschen Zollvereins in dem benachbarten Württemberg eine eigene Spinnerei gründen. Einer seiner Beweggründe für die Gründung einer eigenen Firma mag auch die Sorge für die berufliche Existenz seiner in der Branche tätigen Söhne gewesen sein. Nach einer Besichtigungsreise durch württembergische Orte mit Wasserkraft entschied sich Staub für Altenstadt als Standort seiner Fabrik.
Er erwarb 1852 durch Vermittlung von Daniel Straub, dem Gründer der Württembergischen Metallwarenfabrik (WMF), ein Grundstücksareal mit Wasserkraft an der Fils und gründete mit seinen Söhnen Arnold und Emil die Firma „Mechanische Baumwolle Spinnerei J. H. Staub & Söhne“. Nach den Plänen von Georg von Morlok ließ er seine Fabrik und die Arbeiterwohngebäude an der heutigen Staubstraße 48 und 50 errichten, außerdem 1853 das „Herrenhaus“ in der Staubstraße 52, das ihm und seiner Familie als Wohnhaus diente. Die benötigten Maschinen kamen größtenteils aus England, das führend in der Produktion von Spinnereimaschinen war. Das erforderliche Kapital von 410.938 Gulden erbrachten zur Hälfte Staub und seine Söhne Emil und Arnold, während sie den Rest durch Bankdarlehen abdeckten. Anfangs beschäftigte die Firma 150 Arbeiter. Die Zahl der betriebenen Spindeln erhöhte sich von 4.000 im Jahr 1853 auf 18.180 Ende 1854.
| - Fabrikgebäude der Mechanischen Baumwollspinnerei J. H. Staub & Söhne in Altenstadt, 1855. | - Herrenhaus, 2018. |

### Lebensabend

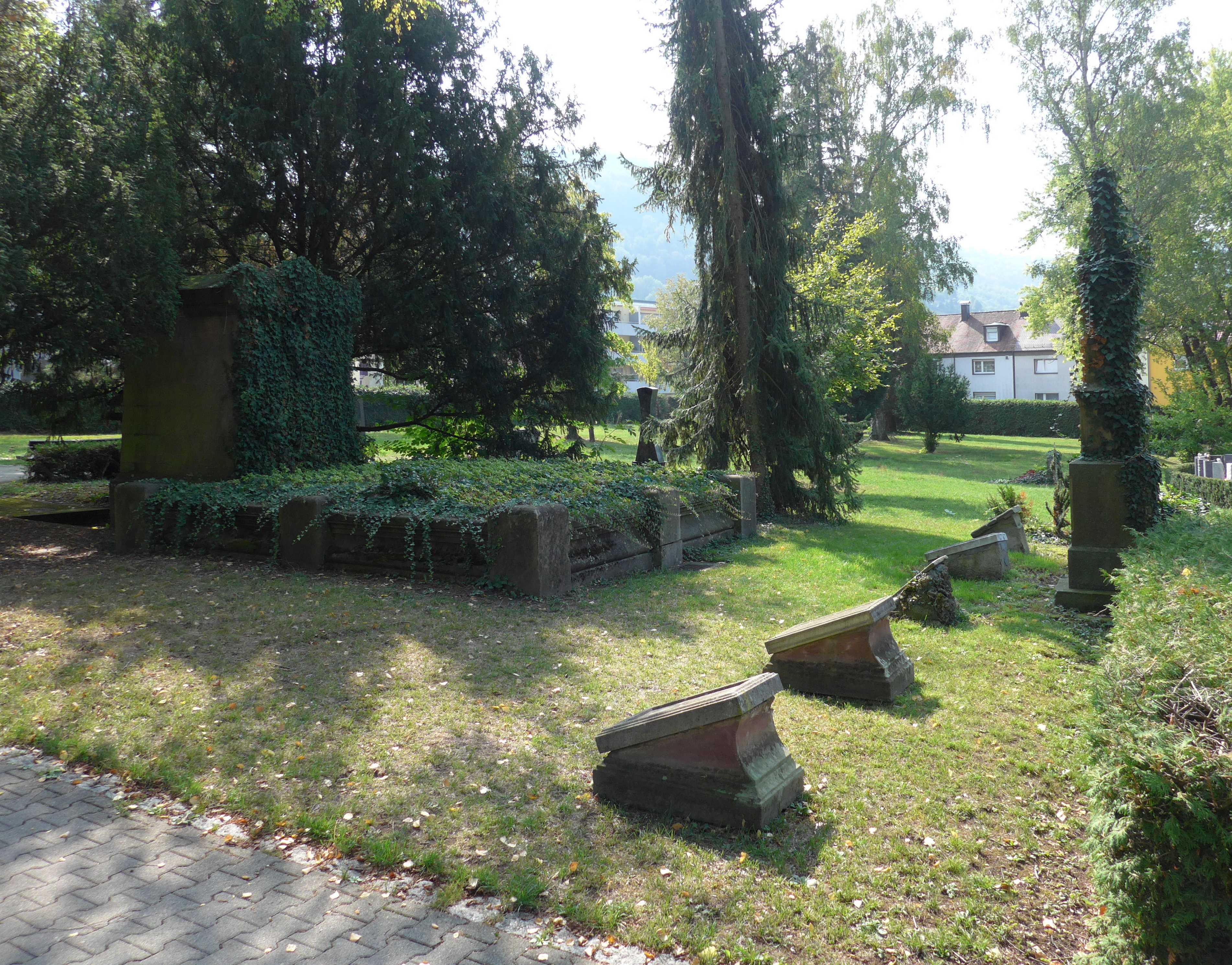
Gräber der Familie Staub auf dem Friedhof Altenstadt.

Während das Unternehmen einen raschen Aufschwung nahm, verstarb Johann Heinrich Staub schon zwei Jahre nach der Gründung 1854 im Alter von 75 Jahren in Altenstadt. Seine Frau überlebte ihn um 7 Jahre und starb 1861. Nach dem Tod des Vaters ließen die Söhne einen Privatfriedhof auf dem Gelände des heutigen Friedhofs Altenstadt an der Friedensstraße anlegen. Um einen Obelisken mit der Inschrift „Grabstätte der Fam. Staub“ liegen fünf Gräber, unter anderem die Gräber von Staub und seiner Frau. Auf dem Privatfriedhof  errichtete Arnold Staub 1881 die Gruft der Familie Staub, in der er und seine zweite Frau Emmy Staub geb. Bourry ruhen.
Staubs Söhne Emil und Arnold führten die Firma weiter, die auch unter ihrer Führung in den 1850er Jahren ein kontinuierliches Wachstum erlebte. 1857 gründete Arnold Staub in Kuchen eine eigene Baumwollspinnerei. 1861 schied Arnold Staub aus der Altenstädter Firma aus, und sein Bruder Emil und seine Mutter wurden alleinige Inhaber. 1871 übernahm Arnold nach einem Zwangsversteigerungsverfahren die überschuldete Firma. Auch unter Arnold Staub hielt der Niedergang der Firma an.
Auf Grund der Überschuldung der Kuchener Firma wurde diese 1881 in die Süddeutsche Baumwolle-Industrie AG (SBI) umgewandelt. Staub zog sich daraufhin nach Altenstadt zurück. Als 1882 über die Altenstädter Firma das Konkursverfahren eröffnet werden sollte, nahm sich Arnold Staub das Leben. Die SBI übernahm 1883 die Altenstädter Firma als Zweigwerk. 1972 wurde das Zweigwerk stillgelegt. 1974 wurden die Industriegebäude abgerissen. Auf dem Areal wurden das Michelberg-Gymnasium, die Michelberghalle und die Schubart-Realschule erbaut. Das Herrenhaus blieb bis heute erhalten.

## Familie

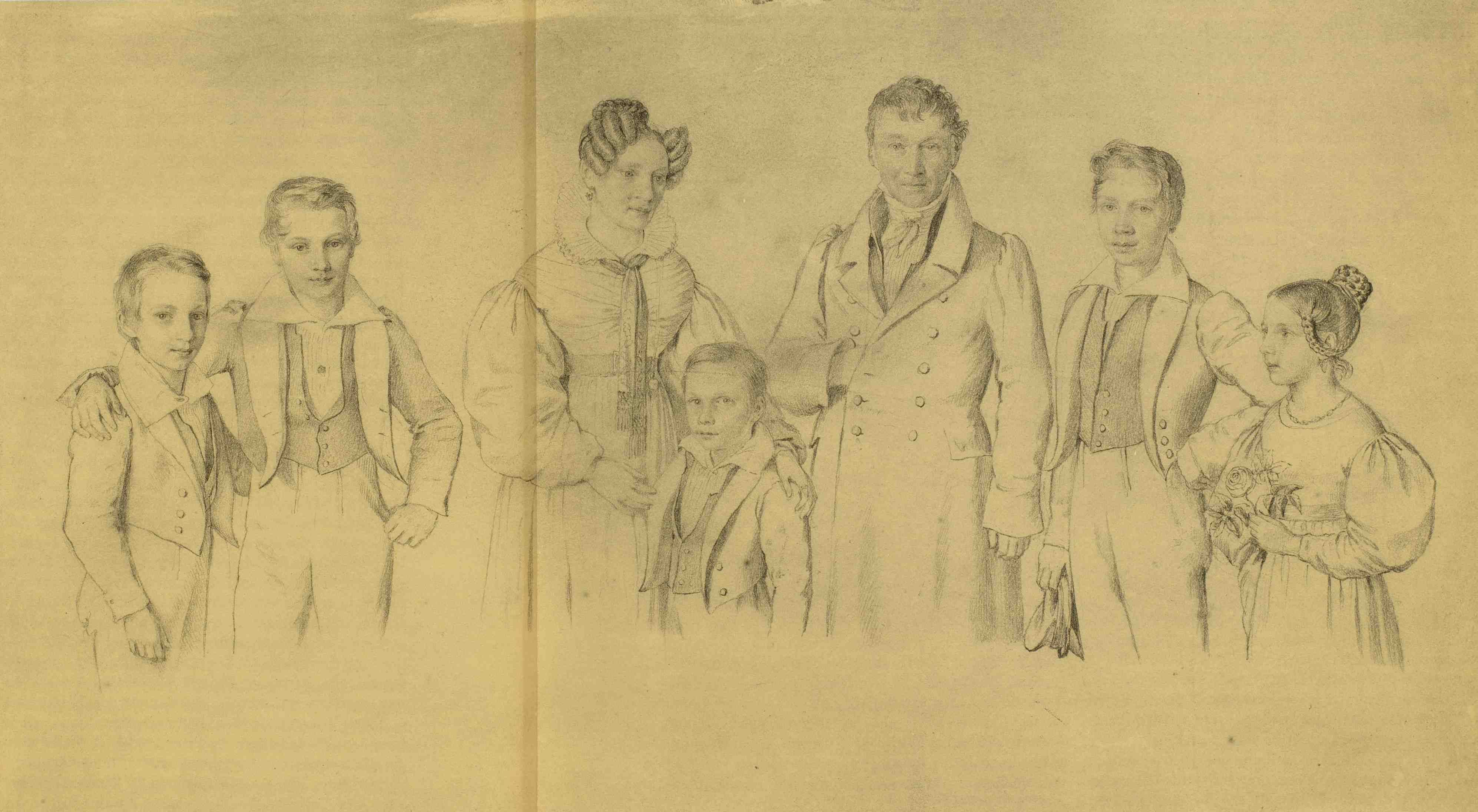
Porträt der Familie Johann Heinrich Staub, 1834. Von links: Arnold, Gustav, Anna Magdalene Staub geb. Steinmann, Emil, Johann Heinrich Staub, Theodor und Emilie.

1815 heiratete Johann Heinrich Staub Anna Magdalene Steinmann (1791–1861), die Tochter eines vermögenden Metzgers und Fellhändlers in St. Gallen. Aus der Ehe gingen 5 Kinder hervor:
- Theodor Staub (1819–?), Spinnereifabrikant, längere Zeit als Kaufmann in Brasilien, ab 1855 in Altenstadt, Teilhaber der Firma Staub & Söhne. 1871 verzog er mit seiner Frau und seinen 4 Kindern nach Heilbronn.
- Gustav Staub (1820–1894), Porträtmaler, lebte von 1857 bis 1869 in Stuttgart, wo auch sein Bruder Arnold zwischen 1859 und 1868 wohnte.[11] Danach zog er nach Heilbronn, wo sein Bruder Theodor lebte, und wo er im ledigen Stand 1894 starb.
- Arnold Staub (1820–1882), Spinnereifabrikant in Altenstadt und Kuchen.
- Emilie Staub (1822–1890).
- Emil Staub (1826–?), Spinnereifabrikant, Teilhaber und 1861 bis 1871 Inhaber der Firma Staub & Söhne.

## Ehrungen
- In Geislingen an der Steige trägt eine Straße den Namen Staubstraße. An der Straße liegen das Herrenhaus (Staubstraße 52) und auf dem ehemaligen Gelände der Spinnerei das Michelberg-Gymnasium, die Michelberghalle (beide Staubstraße 50) und die Schubart-Realschule (Staubstraße 48).